# Drupadia battakana
Drupadia battakana är en fjärilsart som beskrevs av Hans Fruhstorfer 1912. Drupadia battakana ingår i släktet Drupadia och familjen juvelvingar. Inga underarter finns listade i Catalogue of Life.